# NGC 4455
NGC 4455 (również PGC 41066 lub UGC 7603) – galaktyka spiralna z poprzeczką (SBcd), znajdująca się w gwiazdozbiorze Warkocza Bereniki. Odkrył ją William Herschel 10 kwietnia 1785 roku.